# Lista de organizações intergovernamentais da América

Diagrama de Euler das organizações intergovernamentais da América e seus respectivos países-membros.

Esta é uma lista das organizações intergovernamentais que reúnem países e territórios da América e estão, por conseguinte, sediadas no continente americano. O artigo também lista organizações internacionais hemisféricas que não estão necessariamente sediadas no continente americano mas contam com a participação de diversos países das Américas e têm foco em integrá-los a outras regiões do globo..
A América abriga 35 Estados soberanos e outros 25 territórios e dependências de outros Estados que integram alternadamente uma dezena de organismos internacionais. Fundada na década de 1940 como parte de um plano estadunidense de integração continental, a Organização dos Estados Americanos (OEA) é a mais antiga organização intergovernamental regional ainda em funcionamento e também a única organização que abrange a totalidade de nações do continente independentemente de localização, cultura ou aspectos políticos. Outras organizações como a Comunidade de Estados Latino-Americanos e Caribenhos (CELAC), a Associação Latino-Americana de Integração (ALADI), a Associação dos Estados do Caribe (AEC) e a União de Nações Sul-Americanas (UNASUL) são voltadas ao desenvolvimento de trocas culturais e cooperação político-econômica entre os respectivos países-membros. A América possui também organizações intergovernamentais de cunho econômico cuja membresia é especificada por semelhanças econômicas entre os países-membros, como o Sistema Econômico Latino-Americano e do Caribe (SELA), o Mercado Comum do Sul (Mercosul), a Comunidade Andina (CAN) e a Comunidade do Caribe (CARICOM).
Alguns países da região também integram organismos internacionais de cooperação em áreas culturais de acordo sua herança cultural ou histórica, tais como a Comunidade dos Países de Língua Portuguesa (CPLP) (que possui o Brasil como Estado-membro) - e a Organização Internacional da Francofonia (que possui a Guiana Francesa como Estado-membro). Estas duas organizações de teor cultural possuem ainda diversas nações da América como "Observadores". A Comunidade Ibero-Americana de Nações, por sua vez, possui a finalidade específica de unificar esforços socioeconômicos dos países latino-americanos que possuam laços históricos com nações da Península Ibérica. Além disso, todos os Estados soberanos das Américas são Estados-membros das Nações Unidas, Estados-membros do Fundo Monetário Internacional e estão integrados ao Banco Mundial.

## Membresia por país
| País                 | Organização | Organização | Organização | Organização | Organização | Organização | Organização | Organização | Organização | Organização | Organização | Organização | Organização |
| País                 | OEA         | UNASUL      | Mercosul    | CAN         | ALBA        | CELAC       | USMCA       | CARICOM     | SICA        | OECO        | ALADI       | SELA        | AEC         |
| -------------------- | ----------- | ----------- | ----------- | ----------- | ----------- | ----------- | ----------- | ----------- | ----------- | ----------- | ----------- | ----------- | ----------- |
| Antígua e Barbuda    | 1981        |             |             |             | 2009        | 2010        |             | 1974        |             | 1981        |             |             | 1994        |
| Argentina            | 1948        | 2004        | 1991        | 2005        |             | 2010        |             |             |             |             | 1980        | 1977        |             |
| Bahamas              | 1982        |             |             |             |             | 2010        |             | 1983        |             |             |             | 1998        | 1994        |
| Barbados             | 1967        |             |             |             |             | 2010        |             | 1973        |             |             |             | 1976        | 1994        |
| Belize               | 1991        |             |             |             |             | 2010        |             | 1974        | 1991        |             |             | 1992        | 1994        |
| Bolívia              | 1948        | 2004        | 1997        | 1969        | 2006        | 2010        |             |             |             |             | 1980        | 1976        |             |
| Brasil               | 1948        | 2004        | 1991        | 2005        |             | 2010        |             |             |             |             | 1980        | 1976        |             |
| Canadá               | 1990        |             |             |             |             |             | 2020        |             |             |             |             |             |             |
| Chile                | 1948        | 2004        | 1996        | 2006        |             | 2010        |             |             |             |             | 1980        | 1977        |             |
| Costa Rica           | 1948        |             |             |             |             | 2010        |             |             | 1991        |             |             | 2010        | 1994        |
| Cuba                 | 1948        |             |             |             | 2004        | 2010        |             |             |             |             | 1999        | 1976        | 1994        |
| Dominica             | 1979        |             |             |             | 2008        | 2010        |             | 1974        |             | 1981        |             |             | 1994        |
| República Dominicana | 1948        |             |             |             |             | 2010        |             |             | 1991        |             |             | 1976        | 1994        |
| Equador              | 1948        | 2004        | 2004        | 1969        | 2009        | 2010        |             |             |             |             | 1980        | 1976        |             |
| El Salvador          | 1948        |             |             |             |             | 2010        |             |             | 1991        |             |             | 2009        | 1994        |
| Estados Unidos       | 1948        |             |             |             |             |             | 2020        |             |             |             |             |             |             |
| Guiana Francesa      |             |             |             |             |             |             |             |             |             |             |             |             |             |
| Granada              | 1975        |             |             |             | 2014        | 2010        |             | 1974        |             | 1981        |             | 2008        | 1994        |
| Guatemala            | 1948        |             |             |             |             | 2010        |             |             | 1991        |             |             | 1976        | 1994        |
| Guiana               | 1991        | 2004        |             |             |             | 2010        |             | 1973        |             |             |             | 1976        | 1994        |
| Haiti                | 1948        |             |             |             |             | 2010        |             | 2002        |             |             |             | 1977        | 1994        |
| Honduras             | 1948        |             |             |             | 2008        | 2010        |             |             | 1991        |             |             | 1976        | 1994        |
| Jamaica              | 1969        |             |             |             |             | 2010        |             | 1973        |             |             |             | 1976        | 1994        |
| Colômbia             | 1948        | 2004        | 2004        | 1969        |             | 2010        |             |             |             |             | 1980        | 1979        | 1994        |
| México               | 1948        |             |             |             |             | 2010        | 2020        |             |             |             | 1980        | 1976        | 1994        |
| Nicarágua            | 1948        |             |             |             | 2007        | 2010        |             |             | 1991        |             |             | 1976        | 1994        |
| Panamá               | 1948        |             |             |             |             | 2010        |             |             | 1991        |             | 2011        | 1975        | 1994        |
| Paraguai             | 1948        | 2004        | 1991        | 2005        |             | 2010        |             |             |             |             | 1980        | 1976        |             |